# Betriebskrankenkasse B. Braun Melsungen AG
Die Betriebskrankenkasse B. Braun Melsungen AG (BKK B. Braun) war eine deutsche betriebsbezogene Betriebskrankenkasse mit Sitz in Melsungen. Gegründet wurde sie am 1. Juli 1923 durch Carl Braun.
Mitarbeiter von B. Braun Melsungen sowie deren Familienangehörige (Ehegatten und Kinder, die aus der Familienversicherung ausscheiden) konnten Mitglied werden.
Im Jahr 2017 gehörten der BKK B. Braun Melsungen AG ca. 17.000 Versicherte an, die von 35 Mitarbeitern sowie drei Auszubildenden betreut wurden.
Zum 1. Januar 2020 schloss sie sich mit der BKK Aesculap des Tochterunternehmens Aesculap zusammen.